# 죽음의 수용소에서
《죽음의 수용소에서》(독일어: …trotzdem Ja zum Leben sagen: Ein Psychologe erlebt das Konzentrationslager, 영어: Man's Search for Meaning)은 오스트리아의 심리학자인 빅토르 프랑클이 아우슈비츠 강제 수용소에서 홀로코스트 동안의 기억들을 종합하여 1946년 써낸 책으로, 1991년 미국 의회도서관과 Book of the Month Club이 공동으로 조사한 결과에서 이 책은 미국에서 나온 10권의 영향력 있는 책중 1권으로 선정되었으며, 1997년 그가 사망했을 때, 이 책은 24개 언어로 1억 권이 팔린 것으로 추산되었다.
이 책은 각자가 인생의 목적을 업무의 완성, 타인을 돕는 일, 고통을 엄중하게 맞서기 중의 한가지에서 찾는 심리요법을 소개하고 있다.

## 내용
수용소에서의 삶에 대해서 어떻게 살아야 가장 잘 사는가를 저자는 고민을 하였다.  대부분의 수감자들은 수용소 밖에서만의 희망을 보았고, 안에서는 절망을 느꼈지만, 저자의 생각은 안과 밖을 동일시하였다.  그 결과 저자는 하루하루의 삶을 정제되고 계획된 시간으로 채웠다. 
수감자의 반응은 1단계는 수감생활이 갖는 고통의 충격을 갖게 된다. 전혀 겪어보지 못한 고통을 느끼면서 괴로움의 시간을 갖는다.  2단계는 적응의 단계이다.  일단 수용소안에서의 생활이 몸에 적응이 되면, 그리움, 혐오감, 무감각의 상태가 이어지게 된다. 종교심을 갖는 것이 매우 도움이 된다.
| “ | 인간의 구원은 사랑을 통해서 그리고 사랑 안에서 실현된다 그리고 사랑 은 죽음을 넘어서 더 멀리까지 갈 수 있다는 것이다 | ” |

제3단계는 석방이후에 경험한다. 그가 자신의 집의 문을 열었을 때, 아무도 그를 기다려 주지 않자, 그는 삶의 의미를 아는 것이 그 무엇보다 중요함을 되새긴다.  
책 마지막부분에는 로고테라피에 대해서 설명한다.  그것은 로고스인 말씀 또는 의미와 테라피인 치료의 합성어이다. 즉, 의미로 치료한다는 뜻이다.  

## 같이 보기
- 불안
- 매슬로의 욕구단계설

## 참고 문헌
1. ↑  New York Times, November 20, 1991